# Sailor Moon S – Czarodziejka z Księżyca: Film kinowy
Sailor Moon S – Czarodziejka z Księżyca: Film kinowy (jap. 劇場版美少女戦士セーラームーンS 〜かぐや姫の恋人〜 Gekijōban Bishōjo Senshi Sērā Mūn Sūpā ~Kaguya hime no koibito~) – jeden z trzech filmów pełnometrażowych z serii Czarodziejka z Księżyca. Angielska nazwa tego filmu to Sailor Moon S the Movie: Hearts in Ice.
Film został wydany w Polsce trzykrotnie; w 1998 roku na kasecie VHS przez Planet Manga, w 2001 roku na DVD dołączonym do dwóch kolejnych wydań magazynu „Gry komputerowe” oraz 21 grudnia 2015 r. na DVD przez wydawnictwo Anime Eden.

## Fabuła
Główną bohaterką filmu jest Luna. Obiecujący niegdyś astronom Kakeru ratuje chorą Lunę spod kół samochodu. Następnie obserwując gwiazdy, dostrzega kometę zmierzającą ku Ziemi. Usiłuje ostrzec Agencję Kosmiczną, by nie wysyłać w kosmos statku, którego pasażerką ma być jego przyjaciółka z dzieciństwa, Himeko. Tymczasem Luna przebywając w domu Kakeru, dowiaduje się, że do Ziemi zbliża się kometa, a wraz z nią zła królowa Kaguya, która chce zamienić cała Ziemię w lodową pustynię.

## Dubbing japoński
Lista dubbingowanych postaci:
- Kotono Mitsuishi jako Usagi Tsukino / Sailor Moon
- Kae Araki jako Chibiusa / Sailor Chibi Moon
- Aya Hisakawa jako Ami Mizuno / Sailor Mercury
- Emi Shinohara jako Makoto Kino / Sailor Jupiter
- Michie Tomizawa jako Rei Hino / Sailor Mars
- Rika Fukami jako Minako Aino / Sailor Venus
- Tōru Furuya jako Mamoru Chiba / Tuxedo Kamen
- Keiko Han jako Luna

## Dubbing polski
Dystrybucja w Polsce: Romwer

Opracowanie i udźwiękowienie wersji polskiej: na zlecenie Anime Eden – Studio Sonica – 2015 rok

Reżyseria: Leszek Zduń

Tłumaczenie: Agnieszka Budzich

Dialogi: Kamil Pozorski

Dźwięk i montaż: Maciej Sapiński

Opieka artystyczna: Dariusz Kosmowski

Kierownictwo produkcji: Dorota Furtak-Masica

Udział wzięli:
- Aleksandra Kowalicka – Usagi Tsukino
- Magdalena Krylik – Luna
- Monika Węgiel-Jarocińska – Śnieżna Księżniczka Kaguya
- Krzysztof Szczepaniak – Kakeru Ōzora
- Izabela Markiewicz – Himeko Nayotake

W pozostałych rolach:
- Zuzanna Galia –
  - Ami Mizuno,
  - Śnieżne Tancerki
- Jagoda Stach – Rei Hino
- Julia Kołakowska-Bytner –
  - Minako Aino,
  - gwary
- Katarzyna Owczarz – Makoto Kino
- Alicja Kozieja – Chibiusa
- Maksymilian Bogumił – Mamoru Chiba
- Tomasz Steciuk – Artemis
- Aleksandra Radwan – Michiru Kaiō
- Anna Kózka – Haruka Tenō
- Anna Kędziora – Setsuna Meiō
- Krzysztof Plewako-Szczerbiński –
  - prezenter,
  - dziennikarz 1,
  - gwary
- Leszek Zduń –
  - dziennikarz 3,
  - gwary
- Dorota Furtak-Masica – gwary
- Dariusz Kosmowski –
  - dziennikarz 2,
  - gwary

i inni
Czytała: Danuta Stachyra